# 宜沙战役
宜沙战役，發生在1949年的第二次国共内战中，此時中國國民革命軍（以下簡稱“國軍”）大勢已去，中国人民解放军第四野战军南下作战期间与國軍宋希濂部发生的一场战役。

## 背景与战前部署
四野部队在湖北渡江作战----以主力部队（含有38、39、40、43、45、46等军, 38军万毅（中将）梁兴初，39军刘震（上将）吴法宪，40军韩先楚（上将）43军李作鹏，45军黄永胜（上将）邱会作 46军詹才芳）25万余人，与国军宋希濂部（只有兵力10多万人）在当阳、宜昌一线作战，历经一月之久，仅歼灭国军零星后卫部队（全系杂牌）一万余人，使得林彪自己都感到震惊！国军将领宋希濂狡猾，并非无能之辈。 
为保持与东线的华中剿总白崇禧部和西线的西安绥靖公署胡宗南部之间的联系，保障重庆安全，1949年2月在宜昌设立湘鄂边区绥靖司令部，华中剿总副总司令宋希濂兼任司令官，统领第十四兵团、第二十兵团共6个军18个师另5个旅，约15万人，控制鄂西、湘西地区，阻截解放军于长江以北。1949年4月，宋希濂设立湘鄂边区绥靖司令部常德指挥所，派绥靖区副司令官周磐坐镇常德指挥。5月宋希濂在湘西收编各类土匪组建5个暂编师。
- 第二军(驻澧县)
- 第一二二军(驻石门、慈利)
- 第十五军（驻石门县西北乡)
- 暂一师，活动在石门、临澧、慈利一带，师长田载龙
- 暂二师：湘西地方武装川湘鄂边区绥靖司令部第1旅改编，活动与大庸县。师长陈策勋，副师长张一陶，参谋长张世一。
- 暂三师活动在临澧、桃源一带，师长陈子贤
- 暂四师，驻桃源、慈利，师长罗文杰
- 暂五师驻常德，师长汪援华

## 战役经过
1949年7月5日，中国人民解放军第四野战军程子华指挥的第十三兵团向远安、当阳地区前进。14日向宜昌守军发起进攻，16日占领。15日进攻沙市。19日宋希濂部撤至湘、鄂西山区，四野停止追击。

## 结果与影响
歼灭宋希濂正规军4个团及地方旅、团各2个，毙俘15343人，宋余部逃湘鄂川边境，第一二二军逃慈利、大庸。缴获各种炮80余门，轻重机枪5,200余支，掷弹筒84具，枪榴筒50余具、汽车23辆。
7月19日，第十三兵团以四十九军和三十八军为左、右两路纵队，四十七军为梯队，向常德、桃源、益阳一线迅猛挺进。至8月4日下午，常德地区各县全部得到解放，歼灭国军部队4300余人。100余名解放军指战员牺牲。